# María Entraigues
María Entraigues (también conocida profesionalmente como María María) es una, cantante, compositora y actriz, argentina-estadounidense y es la Directora Global de Desarrollo de SENS Research Foundation (Fundación SENS).
Como coordinadora de divulgación para la Fundación SENS, Entraigues ha representado a la Fundación a nivel internacional en importantes conferencias y medios de comunicación, y ha explicado y promovido los objetivos de la fundación sobre la erradicación de las enfermedades y discapacidades de la vejez través de nuevas biotecnologías. Habla fluido en español, inglés e italiano. Entraigues es también miembro del grupo “The 300 Members de la Methuselah Foundation”, un grupo de gente comprometida a ayudar al avance de las tecnologías desarrollándose para erradicar el sufrimiento innecesario de las enfermedades de la vejez y extender la vida sana del ser humano.

## Primeros años y carrera
Nacida en Buenos Aires, Entraigues se involucró en el mundo del entretenimiento cuando era muy joven, actuó en el programa de televisión Supermingo con Juan Carlos Altavista. Estuvo de gira como cantante con el artista Alejandro Lerner, grabando con él en 3 discos. Más tarde cantó con muchos otros artistas, entre ellos  Luis Miguel, Alejandro Sanz, Ricky Martin, Rubén Rada, Juan Carlos Baglietto, Nito Mestre, Ricardo Montaner, Shaila Dúrcal, Pepe Aguilar, Jean-Michel Byron, Cristian Castro, Colin Hay, e Eikichi Yazawa. Escribe mensualmente un artículo llamado “La voz y el canto” para la revista Músico Pro publicada por la editora Music Maker Publications de Miami, Florida.
Entraigues se mudó a Boston en 1992 cuando fue premiada con una beca para estudiar canto y composición en la universidad Berklee College of Music. Más tarde se estableció en Los Ángeles, California, y se convirtió en ciudadana de los Estados Unidos. Fue Agregada Cultural del Consulado General de Los Ángeles por 3 años. Allí se dedicó a cantar y escribir canciones para películas como A Beautiful Life, y Un paseo por las nubes, que fue dirigida por Alfonso Arau, con quien trabajó en seis películas. También compuso e interpretó música en el film Rush Hour 3, y en filmes de Disney, campañas para radio Disney y Fox Latin Television. En mayo de 2025, Entraigues actuó para el presidente argentino Javier Milei en un evento de moda en celebración de los 50 años de carrera del diseñador Roberto Piazza, junto con otros destacados artistas argentinos como Raúl Lavié y Patricia Sosa.

## Carrera en cine, música y aviación
Entraigues se dedicó a cantar y escribir canciones para películas como A Beautiful Life, y Un paseo por las nubes, que fue dirigida por Alfonso Arau, con quien trabajó en seis películas. También compuso e interpretó música en el filme Rush Hour 3, y en filmes de Disney, campañas para radio Disney y FOX Latin Television.
En 2005, Entraigues recibió el premio ASCAP, por coescribir la canción "Luchare Por Tu Amor". Esta canción fue compuesta como parte de la banda sonora de la película, Zapata, protagonizada por Alejandro Fernández.
Grabó el disco Gardel Martini, su interpretación de los tangos del legendario cantante Carlos Gardel fue reseñado positivamente en Global Rhythm, en 2007, donde un crítico indicó que " diez temas clásicos se interpretan con amor por la cantante Maria Entraigues", y escribió que" María Entraigues tiene una dulce voz que me seduce cada vez que escucho el disco”.
Entraigues cantó en el Tour Cómplices del cantante mexicano Luis Miguel a partir de 2008 a 2009. En 2010, actuó en la comedia romántica italiana El truco en la sábana (título original: L'imbroglio Nel Lenzuolo) para la que también compuso la música y trabajó como actriz interpretando un personaje de cantante de ópera y cantando el Vals de Musetta: "Quando m'en vó" de La Bohème".
Entraigues es también piloto de aviación y trabajó en esa capacidad en el set de filmación del film Jackass 3D del año 2010. Comenzó a volar en el aeropuerto Bob Hope de Burbank, California como una forma de sobreponerse al miedo a volar. Su marido Gary Abramson, también es piloto.